# Reprisal (album)
Reprisal è il quarto album in studio del gruppo musicale Detonation, pubblicato nel 2011.

## Tracce
1. Enslavement − 4:12
2. There Is No Turning Back − 5:09
3. Feeding on the Madness − 4:27
4. Ruptured − 3:53
5. Absentia Mentis − 4:08
6. Washing Away the Blood − 4:20
7. Falling Prey − 3:44
8. Insults to My Heritage − 4:16

## Formazione
- Koen Romeijn - voce, chitarra
- Mike Ferguson - chitarra
- Danny Tunker - chitarra
- Otto Schimmelpenninck - basso
- Michiel van der Plicht - batteria